# Cala Jovera
La cala Jovera, coneguda també com a cala del Castell, per la seva proximitat al castell de Tamarit, és una petita platja verge del municipi de Tarragona (Tarragonès), rodejada de pineda i situada als peus d'un promontori rocós, on s'hi eleva el castell de Tamarit. A l'extrem sud hi ha una roca que divideix la platja i li dona nom: la Jovera. Té una longitud de 90 metres i una amplada mitjana de 20 metres, formada per sorra fina i daurada, amb un pendent d'entrada a l'aigua suau. No disposa de cap servei. S'hi accedeix a peu pel camí del castell de Tamarit. Ha obtingut el distintiu 'Platges Verges' del litoral de Tarragona, que promou el grup ecologista GETE-EeAC.